# Академия наук Республики Татарстан
Академия наук Республики Татарстан (сокр. АН РТ) — высшее государственное научное учреждение Республики Татарстан. Учреждена указом Президента Республики Татарстан М. Ш. Шаймиева № УП-138 от 30 сентября 1991 года «в целях обеспечения высокого уровня развития фундаментальных наук в республике, усиления их роли в решении актуальных проблем материальной и духовной культуры, народного хозяйства, координации научно-исследовательских работ, ведущихся в академических, отраслевых институтах и вузах».

## Функции и деятельность
Учредитель — Республика Татарстан, функции учредителя исполняет Кабинет Министров РТ. Финансирование осуществляется из республиканского бюджета на безвозмездной основе.
Декларируемой целью РТАН является организация и проведение фундаментальных и прикладных исследований и разработок для обеспечения ускоренного устойчивого социально-экономического, духовного и технологического развития Республики Татарстан.
Отделения Академия наук:
- Отделение гуманитарных наук.
- Отделение социально-экономических наук
- Отделение медицинских и биологических наук
- Отделение сельскохозяйственных наук
- Отделение механики, математики и машиноведения
- Отделение физики, энергетики и наук о Земле
- Отделение химии и химических технологий

В структуру Академии наук с 2014 года входят институты и центры — в качестве обособленных структурных подразделений:
- Институт археологии имени А. Х. Халикова
- Институт прикладной семиотики
- Институт прикладных исследований
- Институт проблем экологии и недропользования
- Институт Татарской энциклопедии и регионоведения
- Институт языка, литературы и искусства имени Галимджана Ибрагимова
- Центр исламоведческих исследований, семьи и демографии

Президиум РТАН наделил себя функциями Комиссии по присуждению региональных премий РТ в области науки и техники. На него возложено организационное обеспечение деятельности комитетов по присуждению Международной Арбузовской премии в области фосфорорганической химии, Международной премии имени Е. К. Завойского в области парамагнитного резонанса, Международной премии имени А. Н. Туполева за выдающийся вклад в области инженерных наук, Международной премии имени В. В. Марковникова в области органической химии, Государственной премии имени В. Е. Алемасова молодым ученым в области инженерных наук, Государственной премии имени  М. И. Махмутова в области педагогики.
С целью поощрения и стимулирования научных исследований в различных отраслях учреждены Золотая и Серебряная медали АН РТ и премии: им. Ш. Марджани (гуманитарные науки), им. Г. Ибрагимова (татарское языкознание и литературоведение), им. В. А. Попова (рациональное природопользование и охрана окружающей среды), им. Г. Х. Камая (химия), им. Х. М. Муштари (математика, механика и технические науки), им. А. Г. Терегулова (медицина и здравоохранение), им. А. Д. Адо (аллергология, иммунология и общая патология), им. В. А. Энгельгардта (биология), им. К. Г. Боля (ветеринария), им. В. П. Мосолова (сельское хозяйство), И. Р. Гафурова (в области уголовного права).
АН РТ является одним из организаторов Республиканского конкурса «50 лучших инновационных идей для Республики Татарстан»; проводит конкурс на соискание грантов и премий для молодых учёных в области естественных, технических и гуманитарных наук; участвует в организации регионального конкурса Российского научного фонда.
Академией издаются журналы: «Поволжская археология» (в базе данных Scopus и ВАК), «Археология Евразийских степей» (в базе данных Scopus и ВАК), и «Российский журнал прикладной экологии» (в базе данных ВАК), «Научный Татарстан» и «Funny Татарстан» (в базе данных РИНЦ).

## Президенты Академии наук Республики Татарстан
| № | Фото | Имя                         | Срок        |
| - | ---- | --------------------------- | ----------- |
| 1 |      | Мансур Хасанов (1930—2010)  | 1992 — 2006 |
| 2 |      | Ахмет Мазгаров (р. 1943)    | 2006 — 2014 |
| 3 |      | Мякзюм Салахов (р. 1951)    | 2014 — 2023 |
| 4 |      | Рифкат Минниханов (р. 1955) | с июля 2023 |